# Encephalartos macrostrobilus
Encephalartos macrostrobilus — вид голонасінних рослин класу саговникоподібні (Cycadopsida).
Етимологія: лат. macros — «велика» лат. strobilus — «соснова шишка», з посиланням на великі шишки.

## Опис
Рослини деревовиді; стовбур 2,5 м заввишки, 30–45 см діаметром; 35–60 листків у кроні. Листки довгочерешкові, завдовжки 190—220 см, темно-зелені, напівглянсові; хребет зелений, прямий, жорсткий або прямий з останньою третиною різко загнутою; черешок прямий, з 1–6 колючками. Листові фрагменти ланцетні; середні — 19–25 см завдовжки, 25–30 мм завширшки. Пилкові шишки 6–14, ледь яйцеподібні, зелені, завдовжки 18–20 см, 4,5–5 см діаметром. Насіннєві шишки довжиною 3, яйцеподібні, зелені, 80 см, 30 см діаметром. Насіння довгасте, завдовжки 32–36 мм, шириною 19–22 мм, саркотеста помаранчева.

## Поширення, екологія
Цей вид зустрічається в північно-західній Уганді в області Маді. Популяції знаходяться недалеко від міста Мойо, при 900—1400 м над рівнем моря. Росте в деградованих саванах на піщаних літозолях з кам'янистими схилами вздовж сезонних водотоків. Рослини ростуть у півтіні.

## Загрози та охорона
Область, де є вид експлуатується, як дрова так і деревина збираються з середовища проживання. Регулярні пожежі виробляють нові пасовища. Існує також звичайна проблема браконьєрства рослин з дикої природи колекціонерами.